# Убиство српских цивила у Груборима 1995.
Убиство српских цивила у Груборима 1995. злочин је над српским цивилима који су починили припадници антитерористичке јединице „Лучко“ у саставу Специјалне полиције Републике Хрватске током акције „Олуја обруч“, односно након операције „Олуја“, 25. августа 1995. године. Злочин је извршен над свим преосталим цивилима српске националности засеока Грубори, у саставу насеља Плавно, Плављанска долина, општина Книн, у саставу тадашње Републике Српске Крајине. 

## Злочин
Злочин је почињен 25. августа 1995. године, када је убијено шест српских цивила, а све куће у Груборима су запаљене. Припадници УНПРОФОР-а су истог дана уочили дим из запаљених кућа, и затекли тијела убијених цивила. Припадници УН-а су снимили спаљено село, и изјаву команданта книнског подручја генерала Војске Републике Хрватске Ивана Чермака, коме се у Хагу судило, између осталог, и за овај злочин. Овај злочин су припадници УНПРОФОР-а пријавили својој команди, која је игнорисала упозорења, тако да су се злочини на подручју тадашње Републике Српске Крајине наставили. Један од починиоца злочина је сљедећи дан у Рамљанима запалио више српских кућа.

## Жртве злочина
Злочин је извршен над свим затеченим становницима Грубора, и том приликом су убијени: 
- Марија Грубор (90),
- Милош Грубор (80),
- Јово Грубор (65),
- Милица Грубор (51),
- Ђуро Карановић (41) и
- Јово (Дамјана) Грубор (73).

Напомена: У заградама је наведена старосна доб убијених српских цивила.

## Починиоци злочина
Оптужени за извршење убистава су командир групе Фрањо Дрље, затим Божидар Крајина и Игор Бенета. Командант специјалне полиције Републике Хрватске Жељко Сачић се терети да није ништа учинио да би спријечио злочин у Груборима, док се генералу Војске Републике Хрватске Ивану Чермаку судило за овај злочин на основу командне одговорности.